# FAM166A
FAM166A (англ. Family with sequence similarity 166 member A) – білок, який кодується однойменним геном, розташованим у людей на 9-й хромосомі. Довжина поліпептидного ланцюга білка становить 317 амінокислот, а молекулярна маса — 36 165.
| 10         |  | 20         |  | 30         |  | 40         |  | 50         |
| ---------- |  | ---------- |  | ---------- |  | ---------- |  | ---------- |
| MTTTQKHDLF |  | TPEPHYVPGY |  | AGFFPQLRYQ |  | VGNTYGRTTG |  | QLLTDPSVQK |
| SPCSVLSPMS |  | KPKFIEDFSQ |  | SKPPRVPCQD |  | LTEPYIPHYT |  | SLKPSKNFEI |
| LGQLPPLEVD |  | AQEPPGVENI |  | PRQILLPAGF |  | TPDTPHPPCP |  | PGRKGDSRDL |
| GHPVYGEEAW |  | KSATPVCEAP |  | RQHQLYHCQR |  | DEYPPPARRQ |  | QETLDVGSFQ |
| RLPQLDHPNL |  | IQRKAISGYA |  | GFIPRFTWVM |  | GLNYRDGVMQ |  | AMDEFDKSQF |
| LFRNPHCDLG |  | EKLPGTHWPS |  | NHIYSSQGLI |  | PFYMGFIPAM |  | QDNYALTFGN |
| STRRAYWKEW |  | AKRNHTL    |  |            |  |            |  |            |

A: Аланін

C: Цистеїн

D: Аспарагінова кислота

E: Глутамінова кислота

F: Фенілаланін

G: Гліцин

H: Гістидин

I: Ізолейцин

K: Лізин

L: Лейцин

M: Метіонін

N: Аспарагін

P: Пролін

Q: Глутамін

R: Аргінін

S: Серин

T: Треонін

V: Валін

W: Триптофан

Задіяний у такому біологічному процесі, як альтернативний сплайсинг. 